# Ádám István (széki prímás)
Ádám István „Icsán” (Szék, 1909. február 11. – Szék, 1980. augusztus 28.) széki prímás. Mondhatni négy nyelven volt analfabéta. Mert használta az anyanyelvét a cigányt, de magyarul meg románul is tudott, s a zene volt a negyedik "nyelv", ám egyiken sem tudott írni-olvasni. A kottát nem ismerte, hallás után tanult mindent.

## Élete
Ádám István 1909. február 11-én született Széken. Iskolába nem járt- analfabéta. Anyanyelve a cigány, emellett magyarul és románul is beszél. Magát magyar-cigánynak tartja, vallására nézve római katolikus.
„Egy román ember volt a keresztapám, széki: Nyikita Juon. Aztán átkeresztelkedtem a katolikusokhoz, eljöttem onnant, nem szerettem. Apámék odatettek a románokhoz, hogy aztán én mikor megnősültem Juli nénivel, akkor katolikus... ő református volt én általvittem oda. Ő se legyen református, én se román."
A katonáskodás alatt nem muzsikált. Székről hosszabb időre aztán soha nem távozott el. Mindig a zenélésből, s mellette a földművelésből - állattartásból élt és tartotta el a családját. Néha alkalmi munkát is vállalt, ilyenkor is csak a környező, közeli községekbe jutott el.
A család férfi tagjai mind széki születésűek, de az asszonyok a későbbi generációkban is más községekből származnak (Szentegyed, Bonchida. Ördöngősfüze, Magyarderzse, Kékes). Édesapja szintén Ádám István (prímás, Szék ? - meghalt 1926-ban), édesanyja Hanzi Julianna (Szentegyed ? - meghalt 1909-ben). Szüleit korán elveszti. Az anyja a szülés után hat hónappal meghalt, apjáról 17 évesen maradt árván. Ekkor, 17 éves korában alakított először bandát a testvéreivel, s ahogy felnőttek, a fiaival.
Az édesapja két testvére: Ádám József és Ádám Zsigmond - mindketten zenészek, kontrások voltak. Ádám Zsigmond fia volt az az Ádám István, aki - mint az egyik prímás - a Lajtha gyűjtésben „id. Ádám István néven szerepel mert én muzsikáltam az öreg István bácsival, aki volt Pesten Zsukival (Ferenci Márton)”
Az apa második házasságából - Hanzi Juliannával - négy fiúgyermek született. Közülük Ádám Sándor (sz. 1903) Dobos Károly (egy másik széki prímás) kontrása volt.
Ádám István fiatalon - 17 évesen - nősült meg 1926-ban. Felesége Moldován Julianna (Szék, 1908 - meghalt 1977-ben), három gyermekük született. Ifj. Ádám István (sz. 1931) a kontrása, Ádám Sándor (sz, 1939) a bőgőse és Ádám Erzsébet (sz. 1946), aki alkalmanként bőgőzik is. A két fiú feleségei testvérek: Lurcsi Eliza és Lurcsi Mária - ők Kékesről származnak. Az asszonyok nagybátyja volt Lurcsi György Gyurica, egy másik híres, fiatalon meghalt széki prímás (ő is szerepel a Lajtha-gyűjtésben).